# San Agustín Yatareni
San Agustín Yatareni es una localidad del estado mexicano de Oaxaca. Es cabecera del municipio de San Agustín Yatareni.

## Demografía
| Censo | Población |
| ----- | --------- |
| 1900  | 761       |
| 1910  | 791       |
| 1921  | 648       |
| 1930  | 685       |
| 1940  | 804       |
| 1950  | 919       |
| 1960  | 1 179     |
| 1970  | 1 701     |
| 1980  | 2 070     |
| 1990  | 2 687     |
| 1995  | 2 723     |
| 2000  | 2 974     |
| 2005  | 2 997     |
| 2010  | 3 709     |
| 2020  | 4 897     |